# Кутлак (крепость)
Крепость Кутлак (крепость Асандра) — оборонное фортификационное сооружение, существовавшее на склоне горы Караул-Оба над Чёрным морем вблизи села Весёлое (Кутлак) в I веке. до н. э. В Российской Федерации, контролирующей спорную территорию Крыма, является  объектом культурного наследия федерального значения; на Украине, в пределах признанных большинством государств — членов ООН
 границ которой находится спорная территория, — памятником культурного наследия национального значения.

## История
Кутлакская крепость (крепость Асандра) расположена вблизи моря, в четырёх километрах к юго-востоку от современного села Весёлого. Место для крепости выбрали на плато западного склона горного массива Караул-Оба. Достопримечательность была обнаружена в 1982 году. Основано укрепление было в середине I в. до н. э. и рассматривается исследователями как пограничный приморский форт, принадлежавший Боспорскому царству. Вероятно, крепость была построена во время правления боспорского царя Асандра (47-17 годы до н. э.) и предназначалась для контроля за племенами тавров и для борьбы с морским пиратством и обеспечения безопасности каботажного плавания по маршруту Боспор — Херсонес. Кутлакское укрепление могло охранять порт Афинеон, который, наиболее вероятно, находился здесь же, на берегу Кутлакской бухты. Крепость прекратила существование на грани новой эры. Гарнизон был выведен, вывезены все ценные вещи, крепость разрушена.
С октября 2015 года крепость «Кутлак» является объектом культурного наследия федерального значения.

## Описание крепости
Укрепления площади примерно 1,5 тыс. м². и периметром обороны около 200 м. На значительных участках стены сохранились до 3-4 метров в высоту. Построены они из плит местного сланца и песчаника на глине. Очевидно, их начальная высота с парапетами достигала 5-6 метров. Толщина стен разная, от трёх до полутора метров. Укрепление построено в форме пятиугольника с четырьмя мощными, двухэтажными башнями и бастионом на северо-западном углу. Крепость имела полный периметр стен, но с юга, над обрывом, выстроили неполноценную стену, а капитальную ограду. Одна из башен выполняла роль донжона. Внутри крепости обнаружены раскопками казармы, четыре дома и колодец. Здесь находился гарнизон численностью до 100 человек.

## Исследование крепости
Была обнаружена в 1982 году археологом И. А. Барановым. Исследовалась Кутлакской экспедицией под руководством С. Б. Ланцова. Результаты работы экспедиции были опубликованы в журнале «Археология Крыма» в 1997 году.